# Florenz Ziegfeld
Florenz Ziegfeld (Chicago, 21 marzo 1867 – Hollywood, 22 luglio 1932) è stato un impresario teatrale statunitense.

## Biografia
Nato da madre belga, Rosalie de Hez, pronipote del generale Étienne Maurice Gérard, e da padre tedesco, Florenz Edward Ziegfeld.
Cominciò a lavorare nel 1893, come manager del celebre culturista Eugen Sandow. Successivamente passò ad occuparsi dell'attrice teatrale Anna Held, che in seguito sarebbe divenuta sua moglie. Nel 1907 produsse a Broadway il suo primo spettacolo, The Follies of 1907, ispirato alle Folies Bergère di Parigi. Con questa rivista cominciò la lunga e trionfale serie di spettacoli che va sotto il nome di Ziegfeld Follies. Abile scopritore di talenti e dotato di un grande fiuto per ciò che riguardava il gusto del pubblico, Ziegfeld lancerà nomi del calibro di Will Rogers, Marilyn Miller, Bert Williams, Eddie Cantor, W. C. Fields, Fanny Brice, Paulette Goddard, Constance Bennett, Marion Davies e Joan Blondell. Questi spettacoli musicali continueranno col consenso della critica e del pubblico fino al 1931.
Produsse inoltre commedie musicali di grande levatura artistica, come Sally (1920), Show Boat (1927), Rio Rita (1927), Whoopee! (1928) e Bitter Sweet (1929). Nel 1929 Ziegfeld subì un duro contraccolpo finanziario a causa della Grande Crisi. Dopo il divorzio da Anna Held (il matrimonio durò dal 1897 al 1913), nello stesso anno sposò l'attrice Billie Burke, dalla quale ebbe la figlia Patricia, nata nel 1916. Billie Burke rimase vedova di Ziegfeld quando l'impresario morì all'età di sessantacinque anni il 22 luglio 1932.

## Film in cui appare il personaggio di Ziegfeld
- Nel 1922 Ziegfeld appare nel film Polly of the Follies di John Emerson, dove è interpretato da Bernard Randall.
- Nel 1936 gli è stato dedicato un film semi-biografico, Il paradiso delle fanciulle (The Great Ziegfeld), in cui è impersonato da William Powell.
- William Powell riprese ancora una volta il ruolo di Ziegfeld nel 1945 nel film musicale Ziegfeld Follies, 12 scene e brani famosi diretti da sette registi diversi.
- Nel 1946 il suo personaggio appare brevemente nel film biografico dedicato ad Al Jolson, dallo stesso titolo. Venne interpretato da Eddie Kane.
- Nel 1951 il personaggio di Florenz Ziegfeld interpretato da William Forrest, appare in I'll See You in My Dreams, la biografia romanzata del paroliere Gus Kahn. Il film era diretto da Michael Curtiz e interpretato da Doris Day e Danny Thomas.
- Come molti altri personaggi dello spettacolo, Ziegfeld - interpretato ancora una volta da William Forrest - appare nel 1952 in The Story of Will Rogers, film biografico dedicato al popolare attore cow boy di origine Cherokee.
- Nel 1953 la Warner Bros. produce il film biografico The Eddie Cantor Story, diretto da Alfred E. Green. Tra i numerosi personaggi dello spettacolo protagonisti della storia, Flo Ziegfeld che, per la terza volta, è interpretato da William Forrest.
- In quanto impresario di Fanny Brice, Ziegfeld, interpretato da Walter Pidgeon, è rappresentato come personaggio nel film Funny Girl (1968), dedicato alla prima parte della carriera della cantante.
- Nel 1978 il film per la tv Ziegfeld e le sue follie di Buzz Kulik ricostruisce la sua biografia. Paul Shenar interpreta il celebre impresario, mentre Samantha Eggar riveste i panni di Billie Burke, la sua seconda moglie. Anna Held, la prima moglie, è interpretata invece da Barbara Parkins.

## Principali spettacoli teatrali
- The Century Girl (Broadway, 6 novembre 1916)
- Miss 1917, libretto di Guy Bolton e P. G. Wodehouse (Broadway, 5 novembre 1917)
- Sally, di Guy Bolton e Clifford Gray (prima: 21 dicembre 1920)
- Ziegfeld Follies of 1927, (Broadway, 16 agosto 1927-7 gennaio 1928)
- The Three Musketeers, di William Anthony McGuire (prima: 13 marzo 1928)
- Whoopee! - Libretto di William Anthony McGuire, parole e musica di Gus Kahn e Walter Donaldson (prima: 4 dicembre 1928)

## Filmografia
- The Land of Promise, regia di Joseph Kaufman - presentatore (1917)
- Tom's Little Star, regia di George Terwilliger - se stesso (1919)
- Ben-Hur (Ben-Hur: A Tale of the Christ), regia di Fred Niblo (1925)
- Mississipi (Show Boat), regia di Harry A. Pollard - produttore del lavoro teatrale e sé stesso (prologo) (1929)
- Rio Rita, regia di Luther Reed - produttore (non accreditato) e produttore del lavoro teatrale (1929)
- Glorifying the American Girl, regia di Millard Webb - supervisione e sé stesso (1929)
- Sally, regia di John Francis Dillon - produttore della commedia musicale (1929)
- Screen Snapshots Series 9, No. 20, regia di Ralph Staub (1930)
- Whoopee (Whoopee!), regia di Thornton Freeland - produttore e presentatore (1930)
- Il paradiso delle fanciulle (The Great Ziegfeld), regia di Robert Z. Leonard - biografico, interpretato da William Powell (1936)